# Scott Newman
Alan Scott Newman (* 23. September 1950 in Cleveland, Ohio; † 20. November 1978 in Los Angeles, Kalifornien) war ein US-amerikanischer Schauspieler und Stuntman. Er war der Sohn des Schauspielers Paul Newman.

## Leben
Scott Newman war das älteste Kind von Paul Newman und seiner ersten Ehefrau Jackie Witte. Als kleines Kind zog er zusammen mit seinen zwei jüngeren Schwestern Susan und Stephanie nach New York City. 1958 ließen sich seine Eltern scheiden, Paul Newman heiratete Joanne Woodward und sie zogen weiter nach Westport, Connecticut. Er besuchte dort die Staples High School und schloss sie mit dem Abitur ab. Später ging er auf teure Privatschulen, wurde dort aber wegen schlechten Verhaltens entlassen. Ende der 1960er Jahre brach er die Schule ab und begann, als Stuntman in Filmen seines Vaters zu arbeiten. Seine erste Rolle hatte er 1974 in dem Katastrophenfilm Flammendes Inferno als junger Feuerwehrmann, in dem sein Vater neben Steve McQueen eine der beiden Hauptrollen spielte. Ein Jahr später übernahm er eine kleine Rolle in Tollkühne Flieger, wofür ihm Paul 1000 Dollar zahlte. Im Laufe des Jahres 1975 hatte er mehrere Auftritte in Fernsehserien, wie Dr. med. Marcus Welby, Harry O oder Die knallharten Fünf, sowie in dem Western Nevada Pass mit Charles Bronson. Zum letzten Mal war er 1977 in dem Film Die College-Gang zu sehen.

## Tod
Im Herbst 1978 erlitt Newman einen schweren Motorradunfall. Er nahm Schmerzmittel, um die Beschwerden seiner Verletzung zu lindern. Zudem nahm er psychiatrische Hilfe in Anspruch, die von seinem Vater finanziert wurde. In der Nacht vom 19. auf den 20. November 1978 schluckte er eine Überdosis Valium, zusammen mit anderen Drogen, darunter Alkohol. Scott Steinberg, einer seiner Aufpasser, rief einen Krankenwagen. Die Sanitäter konnten bei ihrer Ankunft nur noch Newmans Tod feststellen. Später erklärte Paul Newman: „Es war der traurigste Tag in meinem Leben. Die Erinnerung daran kann niemals gelöscht werden.“
Nach dem Tod von Scott gründete Paul Newman das Scott Newman Center, eine Institution zum Schutz vor Drogenmissbrauch.

## Filmografie
- 1974: Flammendes Inferno (The Towering Inferno)
- 1975: Tollkühne Flieger (The Great Waldo Pepper)
- 1975: Dr. med. Marcus Welby (Marcus Welby, M.D., Fernsehserie, 1 Episode)
- 1975: Harry O (Fernsehserie, 1 Episode)
- 1975: Die knallharten Fünf (S.W.A.T., Fernsehserie, 1 Episode)
- 1975: Nevada Pass (Breakheart Pass)
- 1977: Die College-Gang (Fraternity Row)